# S. R. Srinivasa Varadhan
Sathamangalam Ranga Iyengar Srinivasa Varadhan (Madràs, 2 gener del 1940) és un matemàtic estatunidenc d'origen indi, membre de la Royal Society, conegut per fer aportacions fonamentals a la teoria de la probabilitat i concretament per crear una teoria de grans desviacions unificada.

## Biografia
Varadhan va obtenir el grau universitari el 1959 al Presidency College (Madràs) i el doctorat el 1963 a l'Institut Estadístic Indi, amb C. R. Rao com a director de tesi, qui va aconseguir que Andrei Kolmogórov assistís a la defensa de tesi de Varadhan. El 1963 va entrar a treballar a l'Institut Courant de Ciències Matemàtiques de la Universitat de Nova York, recomanat fortament per Monroe Donsker. Al començament fou investigador postdoctoral (1963–66) i en aquesta situació va conèixer Daniel Stroock, qui esdevingué un company proper i coautor d'investigacions. En un article a Notices of the American Mathematical Society, Stroock recorda aquests primers anys:

“Varadhan, a qui tothom diu Raghu, vingué a aquestes terres de la seva Índia nadiua la tardor del 1963. Arribà amb avió a l'Aeroport Idlewild i aná fins a Manhattan amb autobús. El seu destí era aquesta famosa institució de nom modest, l'Institut Courant de Ciències Matemàtiques, que li havia atorgat una beca postdoctoral. Li van assignar un dels molts despatxos sense finestres que hi ha a l'edifici del Courant, que abans havia estat una fàbrica de barrets. Malgrat l'entorn una mica humil, d'aquestes oficines sorgí una part extraordinàriament gran de les matemàtiques de la postguerra, de les quals Amèrica està justament orgullosa.”

Actualment Varadhan és professor de l'Institut Courant. Se'l coneix per la feina feta sobre processos de difusió amb Daniel W. Stroock i per les investigacions sobre grans desviacions amb M. D. Donsker.
Varadhan està casat amb Vasundra Varadhan, que també és investigadora (en estudis de mitjans de comunicació a l'Escola Gallatin d'Estudi Individualitzat). Han tingut dos fills. Un d'ells va morir en els atemptats de l'11 de setembre de 2001; l'altre, Ashok, és comerciant a Nova York.

## Premis i honors
Un dels premis i honors rebuts per Varadhan és la National Medal of Science (2010) concedida pel president Barack Obama, "l'honor més alt atorgat pel Govern dels Estats Units a científics, enginyers i inventors". També ha rebut el Premi Birkhoff (1994), el Margaret and Herman Sokol Award de la Facultat d'Arts i Ciències de la Universitat de Nova York (1995) i el Premi Steele (1996) de la Societat Matemàtica Americana, atorgat per la feina amb Daniel W. Stroock en processos de difusió. Li atorgaren el Premi Abel el 2007 per les investigacions en grans desviacions amb M. D. Donsker. El 2008, el Govern d'Índia li va atorgar el Padma Bhushan. També té dos graus honoraris: de la Universitat Pierre et Marie Curie de París (2003) i de l'Institut Estadístic Indi de Calcuta (2004).
Varadhan és membre de l'Acadèmia Nacional de Ciències dels Estats Units (1995) i de l'Acadèmia Noruega de Ciències i Lletres (2009). També ha estat escollit membre de l'Acadèmia Americana de les Arts i les Ciències (1988), l'acadèmia de ciències del món en vies de desenvolupament TWAS (1988), l'Institute of Mathematical Statistic (1991), la Royal Society (1998), l'Indian Academy of Sciences (2004) i la Society for Industrial and Applied Mathematics (2009).